# Clifton (Canterbury)
Pour les articles homonymes, voir Clifton.
Clifton  est une banlieue située sur la colline au-dessus de la ville de Sumner dans la cité de Christchurch, dans l’île du Sud de la Nouvelle-Zélande.

## Géographie
Clifton est une pointe volcanique s’étendant à partir du Mount Pleasant (en).

## Histoire
La plus grande partie du secteur de Clifton fut achetée à l’origine par le Dr Alfred Barker (en),  qui avait demandé 50 acres de terrains, qui lui furent cédés pat l’office des terres de la cité de Christchurch. 
Barker vendit ses terres en 1872 
La partie inférieure du secteur de Clifton resta non développée jusqu’en 1903, quand elle fut lotie en 93 sections et offertes en actions, qui allaient aussi loin sur la colline que  « Tuawera Terrace », qui était connue initialement sous le nom de « Victoria Terrace ».
Les terrains plus haut sur la colline furent subdivisés en 1908.
Un éperon latéral moins haut, connu à l’origine comme « Lower Clifton », fut achetée en 1901 par Samuel Hurst Seager (en) .  
Seager aménagea le paysage et divisa la section en 12 lots, qui furent vendus sous le nom de l’éperon (en) en 1914.
Il a donc été connu depuis comme le «Spur » (l’éperon‘) .
Cette zone est la principale colline résidentielle située au-dessus de la banlieue de Sumner.